# Sismo de Chihuahua de 2013
El sismo de Chihuahua de 2013 se produjo a las 06:16:12 horas, hora local (UTC −6) del sábado 21 de septiembre de ese año. Tuvo una magnitud de 5.4 Mw. Su epicentro se localizó  a 54 km al suroeste de Delicias, Chihuahua, según el informe especial del Servicio Sismológico Nacional de México.
El sismo sacudió a la ciudad de Chihuahua con una intensidad de leve, en algunos sectores, a moderada y poco fuerte en otros, y fue sentido mayormente en el centro-sur del estado de Chihuahua, con diferentes grados de intensidad, haciendo vibrar también a las poblaciones de Delicias, Naica, Camargo, Jiménez, Parral, Valle de Zaragoza y Satevó, entre otras, aunque llegó a ser percibido inclusive en la ciudad de El Paso, en Texas, Estados Unidos, a una distancia de 450 kilómetros del mismo epicentro con una intensidad II (débil).
Las autoridades estatales de protección civil, así como los medios de comunicación locales y nacionales indicaron que no se reportaron víctimas, pero sí algunos daños materiales, con al menos entre 6 y 12 viviendas dañadas, con grietas y cuarteaduras en paredes, principalmente de los puntos más cercanos al epicentro como Naica y Santa Gertrudis, donde se ubica el Centro Nacional de Adiestramiento de la Secretaría de la Defensa Nacional, de México.
El Servicio Sismológico Nacional presentó un reporte del sismo al día siguiente, en el que indicaba que el mecanismo sísmico de evento resultaba en uno asociado con una falla de tipo normal. Posteriormente, se observó que la configuración de epicentros muestra un agrupamiento de sismos a lo largo de una falla conocida como Vallecito y que los mecanismos focales indicaban un deslizamiento normal-oblicuo con movimiento dextral o derecho para esta falla, que se ubica en la extensión sur de la Provincia de Cuencas y Sierras (Basin and Range), caracterizada por un régimen tectónico extensional.
A pesar de que este sismo no causó muchos daños, luego de este, los geólogos e ingenieros, así como la población en general y los organismos de protección civil, han tomado mayor conciencia sobre la actividad tectónica en el estado de Chihuahua, y sobre los riesgos para las ciudades y grandes construcciones como presas.

## Sismicidad histórica en Chihuahua
Sismos de intensidades moderadas a severas, e inclusive violentas, habían afectado diversas regiones del estado de Chihuahua antes de este evento, y su ocurrencia fue registrada en diversos diarios y publicaciones: 
- El 27 de febrero de 1849, un temblor se sintió en el pueblo de Satevó y sus inmediaciones y, aunque no fue muy fuerte, sí alarmó bastante a los habitantes, por ser un suceso considerado “extraordinario” en esa región.[7]
- El 27 de marzo de 1870, entre las 2:15 y las 2:30 horas, se sintió un fuerte temblor de tierra en Hidalgo del Parral. El fenómeno fue acompañado de ruidos subterráneos que se repitieron por algunos intervalos después del temblor y que consternaron a los habitantes.[8]
- El 3 de noviembre de 1881 un temblor oscilatorio que duró dos o tres segundos, se percibió en el Cantón Mina sin causar perjuicio alguno. El Cantón Mina es como se le conocía entonces al sector suroeste del estado, donde se ubican los municipios tanto de Guadalupe y Calvo como Morelos.[9]
- El martes 3 de mayo de 1887, a las tres horas y diecisiete minutos de la tarde, un sismo de magnitud 7.4, que sería después conocido como el Terremoto de Sonora de 1887 o el Terremoto de Bavispe, sacudió a la Ciudad de Chihuahua con un movimiento fuerte, que alarmó a los habitantes. Según el Periódico Oficial del Estado del día siguiente, el sismo se sintió en la ciudad solo por 4 o 6 segundos; sin embargo, dejó daños materiales en algunas fincas, principalmente en la parte baja, cerca del río. Además, se informó que, en Aldama, Santa Isabel y Ciudad Guerrero el evento fue más intenso o “formal” que en la capital, sin que se supiera aún si había desgracias personales que lamentar.[10]  Otras fuentes precisan que el sismo se sintió en Chihuahua con una intensidad V (poco fuerte), y que las torres de la Iglesia Parroquial, hoy Catedral, se movieron de tal manera que los pobladores temieron su inminente caída, algo que finalmente no ocurrió.[11]  El periódico La Patria de la Ciudad de México, del 14 de mayo de 1887, publicó además algunos informes provenientes de diversas poblaciones de Chihuahua, como de Guerrero, donde el sismo del 3 de mayo fue percibido a las 3 horas y 18 minutos, con una fuerte intensidad y causó cuarteaduras en el templo y otros edificios particulares. Además, se publicaron informes de Santa Rosalía, hoy Camargo, Rosales y Paso del Norte, hoy Ciudad Juárez, donde se precisó que el temblor duró allí más de un minuto y que hubo daños materiales menores.[12] El mismo 14 de mayo, el Periódico Oficial del Estado de Chihuahua informó sobre los daños en Bavispe, Sonora, y las al menos 18 réplicas ocurridas hasta entonces, además de daños en otras poblaciones de Chihuahua, como en Janos, donde quedaron destruidas la mayor parte de las fincas, en Galeana, donde todas las casas y la iglesia quedaron en mal estado, en Buenaventura donde sufrieron todas las fincas pero no hubo daños personales, y en Paso del Norte, donde los daños materiales fueron mínimos. Este terremoto, que se estima tuvo una magnitud de 7.4, fue el de mayor magnitud registrado cerca de los límites del estado de Chihuahua y sentido en éste en épocas históricas.[13]
- El 7 de enero de 1890, a las doce de la noche, se sintió un temblor, de aproximadamente un segundo, en Parral, que fue acompañado por ruidos. Este evento fue percibido por la mayor parte de los pobladores de la ciudad, al igual que otro ocurrido posteriormente a las cuatro de la mañana. Tres días antes, el 4 de enero, a las dos de la mañana, se había percibido un ruido "como el de un carruaje que pasa a tres o cuatro cuadras de distancia", y el día 6 de enero, a las diez y media de la mañana, después de un ruido semejante, se produjo un ligero temblor oscilatorio, de oriente a poniente, que hizo crujir las vigas de los techos. Se supo que en el mineral del Oro, la Rueda y otros puntos limítrofes del estado de Durango, los temblores fueron de mayor duración y fuerza, ocasionando daños en fincas y en una iglesia.[14]
- El 10 de enero de 1891, a las siete y veintiséis de la noche, hubo fuerte temblor en Parral. Se sintió otro al día siguiente, domingo 11 de enero, a las dos y veinte de la madrugada. Ninguno ocasionó desgracias personales, según los reportes.[15]
- El 15 de enero de 1891, se reportaron tres temblores en Parral. Varios periódicos estadounidenses, como The Spokane Review o The Arizona Republican, informaron el 16 de enero que los sismos ocurrieron el día anterior (15) y causaron la caída del muro de un convento, que mató a seis personas y dejó heridas a nueve.[16][17]  En México, el Diario del Hogar informó del sismo hasta el 20 de enero y lo registró como ocurrido el 16.[18]
- El 29 de julio de 1904, a las cuatro y cuarto de la tarde, un fuerte temblor oscilatorio en dirección E-W, de seis segundos de duración, se percibió en la localidad de Pozos Blancos, Chihuahua, y vino acompañado de ruidos subterráneos.[19]
- El 21 de febrero de 1905, a las tres y veinte de la tarde, un ligero temblor oscilatorio de ocho segundos fue sentido en la población de San Vicente del Arenal. Este fenómeno sísmico también vino acompañado de ruidos subterráneos.[20]
- El 26 de mayo de 1907, a las tres de la mañana, un sismo fuerte ocurrió en las cercanías de la Colonia Morelos en Sonora, entre Agua Prieta y Bavispe, cerca del epicentro del Terremoto de 1887. Se estima que este nuevo sismo tuvo una magnitud de 5.2 y llegó a tener una intensidad severa cerca del epicentro, llegando a sentirse hasta partes de Chihuahua.[21]
- El 1 de junio de 1909, a las siete de la noche, en Pedernales y Cerro Prieto, ubicados unos 20 kilómetros al oeste de Ciudad Cuauhtémoc, se escucharon ruidos subterráneos y se hizo sentir un temblor durante algunos segundos. Este fenómeno se repitió tres días después.[22]
- El 6 de marzo de 1923, a las diez de la noche, los habitantes de Ciudad Juárez sintieron un temblor de tierra que abarcó un radio de más de cincuenta leguas, y que se acentuó más en la población de Columbus (Nuevo México). Una nota periodística de "La Revista de Yucatán" mencionó que el sismo causó susto y pánico debido a que hacía cuarenta años que no se registraba un evento telúrico en esa región.[23]
- El 24 de marzo de 1925, ocurrieron dos sismos en el estado. El primero se percibió en la ciudad de Chihuahua a las seis de la mañana, con un carácter trepidatorio y una duración de ocho segundos, por lo que causó alarma entre las personas que se dieron cuenta del fenómeno.[24] El segundo sismo se registró en Parral a las cinco y cincuenta minutos de la tarde. El periódico "El Porvenir", de Monterrey, agrega que, a pesar de que el fenómeno sísmico fue de grandes proporciones, no se registraron desgracias personales ni perdidas materiales, y que en otras partes del estado de Chihuahua fue sentido con gran intensidad.[25]
- El 31 de octubre de 1928, a las 10 horas y 15 minutos de la noche, hora local, ocurrió un sismo de magnitud 6.3, con epicentro localizado cerca de Parral, y por ello es conocido como el Sismo de Parral de 1928. Este sismo fue mencionado en los periódicos “El Correo” de la ciudad de Chihuahua y “El Paso Times”, y se reportaron intensidades fuertes a muy fuertes en la ciudad de Chihuahua, Meoqui, Cuauhtémoc y Santa Isabel, e inclusive fue sentido en Ciudad Juárez con intensidad de débil a ligera.[26] No sé conoce con precisión si hubo víctimas, pero si hubo daños materiales. Todavía el 15 de diciembre de 1928 el periódico oficial del estado publicó un acta de la sesión del 10 de noviembre de ese año, del Ayuntamiento de Camargo, en la que se informaba sobre las gestiones del diputado Cipriano Arriola ante el gobierno para obtener fondos para ayudar a los damnificados por los últimos temblores en los ranchos de La Laguna, Rancho Viejo, El Tecuán, Presilla Alta y El Ortegueño de esa municipalidad.[27]
- El 16 de agosto de 1931, un sismo de magnitud 6.4 ocurrió en Valentine, Texas, muy cerca de la frontera entre México y Los Estados Unidos, entre Ciudad Juárez y Ojinaga.  Según el periódico El Informador de Guadalajara del 17 de agosto de ese año, el sismo se sintió en la ciudad de Chihuahua alrededor de las cinco de la mañana, como un fuerte temblor oscilatorio de tierra. Este evento causó enorme alarma entre la población, primero debido a que en dicha ciudad “jamás había temblado”, según los pobladores, y segundo por la hora inesperada, cosa que hizo que infinidad de personas se lanzaran de sus casas presas del más profundo terror, arremolinándose en los jardines y parques. En Chihuahua el sismo tuvo una intensidad de ligera a moderada, pero llegó a tener una intensidad severa en Valentine, Texas, donde se registraron daños en gran número de edificios, muros de ladrillo y concreto fueron fracturados, y algunas casas colapsaron. Aun en la Ciudad de El Paso se reportaron edificios con daños.[28][5]
- El 28 de octubre de 1965, un sismo de magnitud 5.0 ocurrió cerca del pueblo de Nicolás Bravo, en una región caracterizada por fallas de rumbo NW-SE.[21]

A partir de entonces, el siguiente sismo de magnitud mayor a 5 en la región fue el de 5.4 que ocurrió el 21 de septiembre de 2013.

## Tectónica y falla asociada al sismo del 21 de septiembre de 2013
El estado de Chihuahua, como la mayor parte del noroeste de México es parte de una región fisiográfica conocida como Provincia de Cuencas y Sierras (Basin and Range), que se extiende desde Canadá. Esta provincia presenta un régimen tectónico extensivo desde mediados del Cenozoico hasta la actualidad, con presencia de escarpes de falla en los bordes de las sierras y algunos campos volcánicos de basaltos alcalinos, como el campo volcánico de Camargo, el campo volcánico Potrerillos y Palomas, y el campo volcánico San Bernardino, al este de Agua Prieta, Sonora. Las rocas del campo volcánico de Camargo, que tiene más de 300 volcanes o centros de emisión, han sido fechadas o datadas con edades que varían entre 4.7 millones de años y 90,000 años.
El sismo del 21 de septiembre de 2013, y todo el enjambre de sismos asociado a este y ocurrido entre agosto de 2013 y enero de 2014, se localizan en esta provincia, y más específicamente dentro del llamado Graben Central de Chihuahua, el cual se asocia a la zona de extensión llamada Rift del Río Grande. Este rift es una zona de extensión, donde la corteza de la placa americana sufre adelgazamiento o estiramiento, y por ello separación entre sus extremos y bloques internos, a través de fallas o discontinuidades del terreno, conocidas como fallas normales. El Rift del Río Grande empieza por el norte, desde el estado de Colorado en los Estados Unidos, y llega a la zona de Ciudad Juárez-El Paso, a partir de donde toma un rumbo hacia el sureste, al igual que el cauce del Río Grande o Bravo, pero existe otra rama que continúa hacia el centro sur del estado de Chihuahua y que se ha venido llamando el Graben Central de Chihuahua.
El sismo de magnitud 5.4 del 21 de septiembre de 2013 fue el mayor de un enjambre de aproximadamente 200 sismos que ocurrieron sobre todo entre agosto de 2013 y enero de 2014, aunque se presentaron ahí más movimientos telúricos hasta 2019. La configuración de epicentros de este enjambre de sismos exhibe un agrupamiento principalmente a lo largo de una falla conocida como Vallecito, al oeste de Santa Gertrudis, y también sobre la falla Peñasco, las cuales bordean una cuenca o valle conocida como El Caballo; así como de una tercera falla denominada Mezcalera, más al sur. Los mecanismos focales para la falla Vallecito indican un deslizamiento normal-oblicuo con movimiento dextral o derecho para esta falla principal.

## Intensidades del sismo y daños provocados
El sismo se sintió con una intensidad VI (fuerte) en Camargo, y V (poco fuerte) en Parral, mientras que en la ciudad de Chihuahua, el sismo tuvo intensidades variables entre I (muy leve) y V (poco fuerte), habiendo sido sentido con las intensidades mayores en la zona sur de la ciudad, principalmente cerca de las fallas Santa Elena, Rejón y Sacramento en su segmento sur.
Las mayores intensidades del sismo se sintieron en las localidades más cercanas al epicentro, como Naica y Santa Gertrudis, donde se ubica el Centro Nacional de Adiestramiento de la Secretaría de la Defensa Nacional y la Base Militar N°11 de la Fuerza Aérea Mexicana. Aunque no se reportaron víctimas, sí hubo algunos daños materiales, con al menos entre 6 y 12 viviendas dañadas, sobre todo en Santa Gertrudis, donde se reportó que hubo mayores daños en los edificios de tres pisos, según un diario local. En Parral, se reportaron 2 derrumbes en la calle Centauro y otro más en la colonia Fátima.